# Museu Nacional d'Història Natural d'Angola
|  | Aquest article tracta sobre el museu nacional angolès. Vegeu-ne altres significats a «Museu Nacional d'Història Natural». |

El Museu Nacional d'Història Natural d'Angola (MNHNA) es troba al Largo do Kinaxixe, a la ciutat de Luanda, a Angola.
Creat en 1938 com a "Museu de Angola" era instal·lat a la Fortalesa de São Miguel de Luanda i comptava inicialment amb seccions d'Etnografia, Història, Zoologia, Botànica, Geologia, Economia i Art. Com annexa al Museu fou creada una biblioteca i l'arxiu històric colonial.
En 1956 es va traslladar a l'edifici actual, construït de nou per a allotjar el museu, actualment hi ha un ampli espectre d'espècies representatives de la rica i variada fauna angolesa. L'edifici té tres plantes i allotja salons amples on hi ha exemplars dissecats de mamífers, peixos, cetacis, insectes, rèptils i aus. Els espais estan decorats i ambientats de forma que intenta reproduir l'hàbitat natural de les espècies. El catàleg del museu també inclou riques col·leccions de moluscs, de papallones i de cloïsses, moltes d'elles del temps en què eren usades com a moneda a la costa occidental africana